# Kuvetjärnet (Långseruds socken, Värmland)
Kuvetjärnet är en sjö i Säffle kommun i Värmland och ingår i Göta älvs huvudavrinningsområde.